# Liste der Bodendenkmäler in Berg im Gau
Auf dieser Seite sind die Bodendenkmäler in der oberbayerischen Gemeinde Berg im Gau zusammengestellt. Diese Tabelle ist eine Teilliste der Liste der Bodendenkmäler in Bayern. Grundlage ist die Bayerische Denkmalliste, die auf Basis des Bayerischen Denkmalschutzgesetzes vom 1. Oktober 1973 erstmals erstellt wurde und seither durch das Bayerische Landesamt für Denkmalpflege geführt wird. Die folgenden Angaben ersetzen nicht die rechtsverbindliche Auskunft der Denkmalschutzbehörde.

## Bodendenkmäler der Gemeinde Berg im Gau

### Bodendenkmäler im Ortsteil Berg im Gau
| Lage                   | Objekt | Akten-Nr.     | Bild |
| ---------------------- | --- | ------------- | ---- |
| Berg im Gau (Standort) | Siedlung vor- und frühgeschichtlicher Zeitstellung.                                                                      | D-1-7333-0022 |      |
| Berg im Gau (Standort) | Siedlung vor- und frühgeschichtlicher Zeitstellung.                                                                      | D-1-7333-0023 |      |
| Berg im Gau (Standort) | Siedlung vorgeschichtlicher Zeitstellung.                                                                                | D-1-7333-0031 |      |
| Berg im Gau (Standort) | Grabhügel vorgeschichtlicher Zeitstellung.                                                                               | D-1-7333-0033 |      |
| Berg im Gau (Standort) | Siedlung vor- und frühgeschichtlicher Zeitstellung.                                                                      | D-1-7333-0034 |      |
| Berg im Gau (Standort) | Siedlung vor- und frühgeschichtlicher Zeitstellung.                                                                      | D-1-7333-0036 |      |
| Berg im Gau (Standort) | Siedlung vorgeschichtlicher Zeitstellung.                                                                                | D-1-7333-0038 |      |
| Berg im Gau (Standort) | Siedlung vor- und frühgeschichtlicher Zeitstellung.                                                                      | D-1-7333-0040 |      |
| Berg im Gau (Standort) | Grabhügel vorgeschichtlicher Zeitstellung.                                                                               | D-1-7333-0041 |      |
| Berg im Gau (Standort) | Mittelalterliche und frühneuzeitliche Befunde im Bereich des Schlosses von Oberarnbach.                                  | D-1-7333-0042 |      |
| Berg im Gau (Standort) | Siedlung vor- und frühgeschichtlicher Zeitstellung.                                                                      | D-1-7333-0098 |      |
| Berg im Gau (Standort) | Siedlung vor- und frühgeschichtlicher Zeitstellung.                                                                      | D-1-7333-0099 |      |
| Berg im Gau (Standort) | Siedlung vor- und frühgeschichtlicher Zeitstellung.                                                                      | D-1-7333-0100 |      |
| Berg im Gau (Standort) | Viereckiges Grabenwerk vor- und frühgeschichtlicher Zeitstellung.                                                        | D-1-7333-0101 |      |
| Berg im Gau (Standort) | Mittelalterliche und frühneuzeitliche Befunde im Bereich der Katholischen Pfarrkirche Mariae Heimsuchung in Berg im Gau. | D-1-7333-0105 |      |
| Berg im Gau (Standort) | Mittelalterliche und frühneuzeitliche Befunde im Bereich der Katholischen Filialkirche St. Laurentius in Dirschhofen.    | D-1-7333-0106 |      |
| Berg im Gau (Standort) | Siedlung vor- und frühgeschichtlicher Zeitstellung.                                                                      | D-1-7333-0107 |      |
| Berg im Gau (Standort) | Siedlung vor- und frühgeschichtlicher Zeitstellung.                                                                      | D-1-7333-0108 |      |